# Agnieszka Gieraga
Agnieszka Gieraga, po mężu Barczuk (ur. 15 kwietnia 1972 w Zgierzu) – polska tenisistka stołowa, mistrzyni i reprezentantka Polski.

## Kariera sportowa
Jej pierwszym klubem był MOS Zgierz, następnie występowała we Włókniarzu Aleksandrów i Włókniarzu Łódź, od 1991 była zawodniczką Siarki Tarnobrzeg, od 1999 Cyfral Zagrodniki SP-15 Łódź, grała też w barwach MKSTS Polkowice.
W 1988 została wicemistrzynią Polski, a w 1989 mistrzynią Polski juniorek w singlu.
Na indywidualnych mistrzostwach Polski seniorek wywalczyła 24 medale:
- gra pojedyncza: złoty (1991), srebrny (1992, 1994, 1995, 1998, 1999, 2000), brązowy (1993, 1996, 1997)
- gra podwójna: złoty (1993 - z Jolantą Szatko-Nowak, 1999 - z Wiolettą Matus), brązowy (1990, 1991, 1992, 1993, 1996, 1997, 1998)
- gra mieszana: srebrny (1994), brązowy (1990, 1991, 1993, 1997)

W latach 1992–1998 będąc kapitanem Siarki Tarnobrzeg wywalczyła z tym klubem siedmiokrotnie tytuł drużynowego mistrza Polski: